# Le Busseau
Le Busseau is een gemeente in het Franse departement Deux-Sèvres (regio Nouvelle-Aquitaine) en telt 671 inwoners (2005). De plaats maakt deel uit van het arrondissement Niort.

## Geografie
De oppervlakte van Le Busseau bedraagt 27,9 km², de bevolkingsdichtheid is 24,1 inwoners per km².

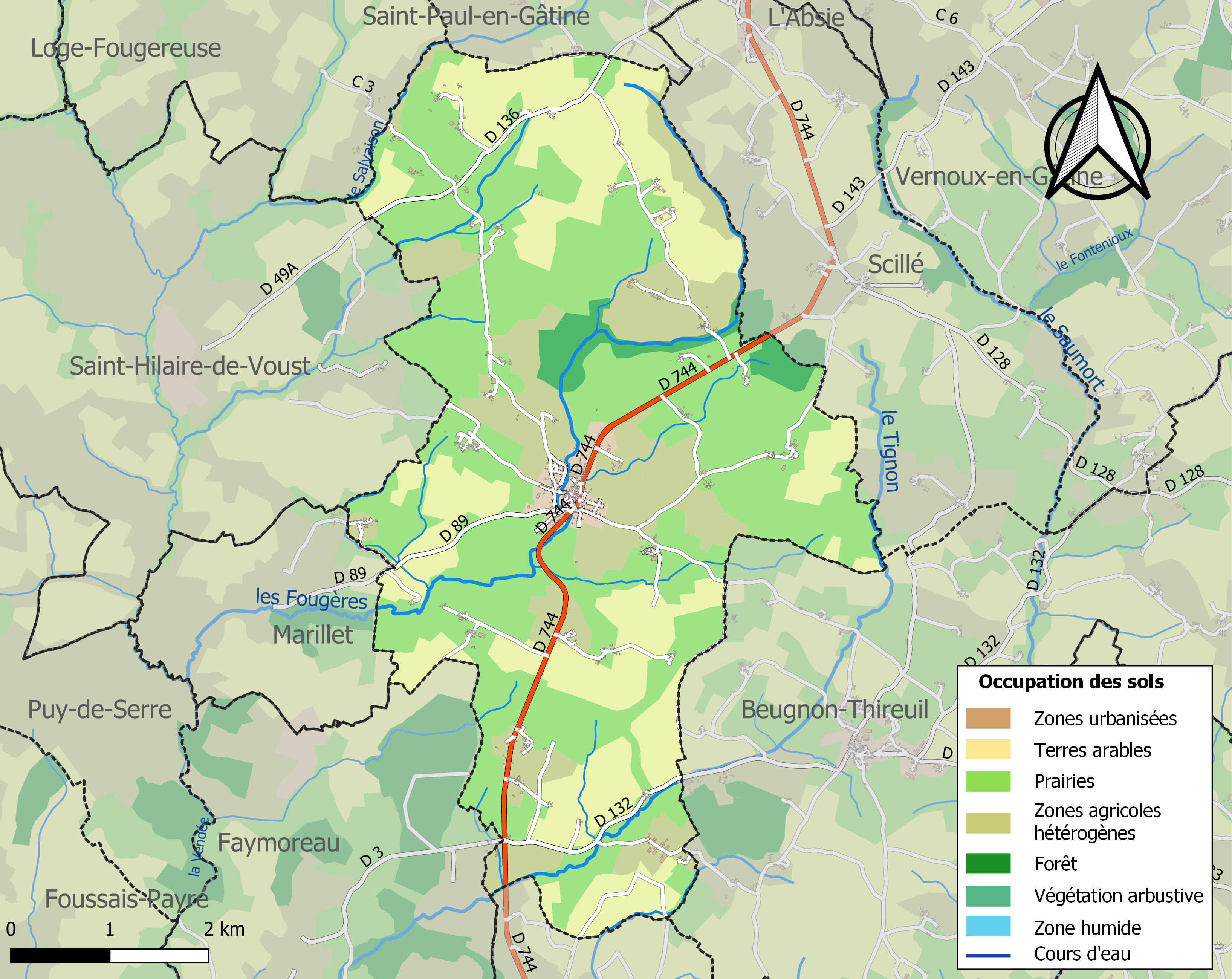
Kaart van de gemeente met de belangrijkste infrastructuur, bodemgebruik en omliggende gemeenten

## Demografie
Onderstaande figuur toont het verloop van het inwonertal (bron: INSEE-tellingen).